# Ruby Rubacuori
Pour les articles homonymes, voir Ruby (homonymie) et Mahroug.
Karima el-Mahroug, dite Ruby Rubacuori, née le 11 novembre 1992 à Fkih Ben Salah au Maroc, est une femme italienne d'origine marocaine, impliquée dans un scandale politique. Elle devient connue dans le cadre du scandale du Rubygate (nommé d'après son pseudonyme), accusant le président du Conseil italien Silvio Berlusconi d'avoir eu des relations sexuelles avec elle alors qu'elle avait seulement dix-sept ans. Silvio Berlusconi se trouve alors inculpé pour abus de pouvoir et détournement de mineur.

## Biographie
Née à Fquih Ben Salah (ar) الفقيه بن صالح, Karima El-Mahroug grandit à Messine où elle acquiert son surnom de « voleuse de cœurs». Elle quitte le domicile familial à quatorze ans. Elle se fait connaître des services de police à la suite de divers vols, et les autorités tentent de lui trouver un logement. Elle vit un moment avec un homme de trente-trois ans, et travaille comme femme de ménage, danseuse ou esthéticienne.
Son casier judiciaire l'accuse d'un vol de montre d'un montant de 3 000 €, pour lequel elle est arrêtée à Milan en mai 2010. Elle est libérée à la suite d'un appel de Silvio Berlusconi, qui indique à la police milanaise qu'il s'agit de la petite-fille d'Hosni Mubarak. Interrogé durant l'enquête du Rubygate au sujet de cette surprenante intercession, Berlusconi déclare qu'il avait agi là sans motivation personnelle, simplement pour aider des gens se trouvant dans des situations désespérées. Toutefois, des fuites venant de l'enquête semblent faire apparaître que Ruby n'a pas seulement accepté de l'argent et des bijoux de la part du président du Conseil italien, mais aurait également participé à au moins trois parties fines s'étant achevées en jeux sexuels ou « Bunga bunga ».
Le scandale qui entoure la personne de Ruby et la personne du président du Conseil est reconnu comme ayant eu un effet délétère sur l'image en Italie du gouvernement.